# Тройчук, Яков Онисимович
Яков Онисимович Тройчук (конец XIX века, Одесса — после 1937) — эсер, делегат Всероссийского Учредительного собрания.

## Биография
Яков Тройчук родился в Одессе. Сведения о его образовании и ранних годах на сегодня отсутствуют. По профессии Тройчук — рабочий. Вступил в Партию социалистов-революционеров (ПСР), примкнул к украинским эсерам. В 1917 году Тройчук был избран в Одесский Совет рабочих депутатов и стал делегатом I-го Всероссийского съезда Советов рабочих и солдатских депутатов (3—24 июня) в Петрограде.
В том же году Яков Тройчук избрался в члены Учредительного собрания по Херсонскому избирательному округу по список № 4 (Совет крестьянских депутатов, эсеры, украинские эсеры и Объединенная еврейская социалистическая рабочая партия) и даже стал членом Бюро фракции левых эсеров Собрания. 5 января 1918 года Яков Онисимович участвовал в знаменитом заседании-разгоне Собрания.
В дальнейшем следы Тройчука теряются: его роль в Гражданской войне не ясна, в списках КОМУЧа его фамилия не обнаружено. Имя «Яков Онисимович Тройчук» вновь появляется в документах связанных с Оперативным приказом народного комиссара внутренних дел СССР № 00593 в связи с массовым уничтожением так называемых «харбинцев» — бывших служащие Китайско-Восточной железной дороги и реэмигранты из Манчжоу-Го — осевших на железнодорожном транспорте и в промышленности Советского Союза. Там он упоминается как «начальник службы эксплуатации».